# Connessina
Le connessine sono glicoproteine transmembrana, le quali si associano in gruppi di 6 a formare un emicanale che prende rapporto con l'emicanale della cellula adiacente, formando in tal modo una struttura denominata connessone. Quest'ultimo presenta un poro centrale per il passaggio selezionato di sostanze tra le cellule, il quale si apre in seguito a rotazione in senso orario (di circa 0,9 nm) delle subunità. Ogni connessina è formata da quattro segmenti idrofobici che attraversano la membrana plasmatica da parte a parte. Le connessine sono in grado di stringersi chiudendo il canale del connessone se vi è grande concentrazione di ioni calcio. Un'alta concentrazione di questi ultimi è infatti indice di qualche problematica cellulare che è meglio isolare.